# Heat (Jacob Karlzon-album)
Heat är ett musikalbum från 2009 med Jacob Karlzon.

## Låtlista
1. 7th Avenue (Jacob Karlzon) – 7:00
2. Hollow Life (Reginald Arvizu/Brian Welch/James Shaffer/David Silveria/Jonathan Davis) – 7:22
3. Gollum's Song (Howard Shore/Fran Walsh) – 7:07
4. Rubik 4 Real (Jacob Karlzon) – 5:44
5. Laika (Jacob Karlzon) – 7:41
6. Sonatine: Modéré (Maurice Ravel) – 6:29
7. Always in August (Jacob Karlzon) – 5:38
8. Heat (Jacob Karlzon) – 4:42
9. Late Night / Early Morning (Jacob Karlzon) – 4:48
10. Still Hope (Jacob Karlzon) – 8:00

## Medverkande
- Jacob Karlzon – piano
- Hans Andersson – bas
- Jonas Holgersson – trummor
- Peter Asplund – trumpet, flygelhorn
- Karl-Martin Almqvist – saxofon

## Mottagande
Skivan fick ett gott mottagande när den kom ut med ett snitt på 3,8/5 baserat på åtta recensioner.